# Stromnetz Hamburg
Die Stromnetz Hamburg GmbH mit Sitz in Hamburg war Betreiber und Eigentümer des Hamburger Stromverteilungsnetzes und der dazugehörigen Netzanlagen und war dabei verantwortlich für Netzbetrieb, Erhalt und den Ausbau des Netzes, Netzanschluss, die Abwicklung der Netznutzung sowie für die Bereitstellung und Ablesung von Zählern. Die Stromnetz Hamburg GmbH war eine 100%ige Tochter der Freien und Hansestadt Hamburg. Die Anteile an der Gesellschaft wurden von der HGV Hamburgische Gesellschaft für Vermögens- und Beteiligungsmanagement mbH (5,1 %) und ihrer 100%igen Tochter HNH Hamburger Netzinfrastruktur Holding GmbH (94,9 %) gehalten. Seit September 2024 sind Stromnetz Hamburg und Gasnetz Hamburg zum städtischen Netzbetreiber Hamburger Energienetze GmbH fusioniert.

## Geschichte
Die Stromnetz Hamburg GmbH als Verteilungsnetzbetreiber im Netzgebiet Hamburg geht auf die Hamburgische Electricitäts-Werke Aktiengesellschaft (HEW) zurück. Die Elektrifizierung Hamburgs begann 1879 mit der Beleuchtung der Kaianlagen im Hamburger Hafen. 1882 erstrahlte der Rathausmarkt erstmals in elektrischem Licht. 1884 wurde der erste Hamburger Stromzähler im Weinrestaurant Börsenkeller gesetzt. Die Geburtsstunde der HEW schlug am 15. März 1894, als ihre Gründung mit privatem Kapital erfolgte.
Während elektrische Energie für die breite Bevölkerung anfangs noch einen unerschwinglichen Luxus darstellte, wurde mit der Modernisierung des Heizwerks Poststraße bereits das Fundament für ein umweltfreundliches Wärmeversorgungsnetz der Hansestadt gelegt, das in den 1920er-Jahren zum größten Europas heranwachsen sollte. So erhielt das Hamburger Rathaus 1894 als erster Kunde der HEW Fernwärme.

## Kommunalisierung ab 1914
Nachdem 1908 die Aktien der HEW an der Börse zugelassen wurden, beteiligte der Hamburger Senat 1914 die Freie und Hansestadt Hamburg mit zunächst 50 % am Unternehmen. Im Gegenzug für die Festlegung eines festen Versorgungsgebiets entrichtete die HEW eine Konzessionsabgabe. Nach Errichtung des ersten Großkraftwerks in Tiefstack 1917 setzte sich Fernwärme in Hamburg mehr und mehr durch, die äußerst wirtschaftliche Kraft-Wärme-Kopplung wurde 1921 generell eingeführt.
1953 nahm die HEW erstmals eine Windkraftanlage in Betrieb, 1958 folgte die Einweihung des Pumpspeicherkraftwerks Geesthacht. Anfang der 1970er-Jahre setzte die HEW die Ton-Frequenz-Rundsteuerung ein, welche die Grundlage für eine automatisierte, ferngesteuerte Ein- und Ausschaltung von Straßenbeleuchtung und Speicherheizungen bildet.
1990 übernahm die HEW noch vor der Wiedervereinigung die unternehmerische Verantwortung für die WEMAG. 1994 betrat die HEW mit dem Aufbau der Müllverbrennungsanlage Borsigstraße das neue Geschäftsfeld der Müllverbrennung.

## Privatisierung ab 1999
1999 wurde die Vattenfall AB mit 25,1 % neuer Großaktionär bei der HEW und weitete ihre Anteile bis zum Jahr 2002 auf 96,8 % aus. Zusammen mit Vattenfall verfolgte die HEW das Ziel, eine neue vierte Kraft am deutschen Strommarkt zu bilden. 2002 erfolgte der Zusammenschluss von HEW, Bewag, VEAG und Laubag unter dem Namen Vattenfall Europe AG.
Als Ergebnis des in den §§ 6ff. Energiewirtschaftsgesetz (EnWG) festgeschriebenen Entflechtungsgedankens, des so genannten Unbundlings, erfolgte 2004 die operationelle Entflechtung der Netzbetriebe. Ziel dieser gesetzlichen Regelung ist die Unabhängigkeit des Netzbetreibers von den Erzeugungs- und Vertriebsaktivitäten innerhalb eines vertikal integrierten Energieversorgungsunternehmens. Mit der Gründung der „Vattenfall Europe Distribution Hamburg GmbH“ zum 1. Januar 2006 wurde der gesetzlichen Verpflichtung zur gesellschaftsrechtlichen Entflechtung nachgekommen. Am 7. Juni 2012 wurde die Gesellschaft in „Vattenfall Stromnetz Hamburg GmbH“ umbenannt.
Den 2012 veröffentlichten „Gemeinsamen Auslegungsgrundsätzen III der Regulierungsbehörden des Bundes und der Länder zu den Anforderungen an die Markenpolitik und das Kommunikationsverhalten bei Verteilernetzbetreibern (§ 7a Abs. 6 EnWG)“ hat das Unternehmen dadurch Folge geleistet, dass es zum 15. April 2013 von „Vattenfall Stromnetz Hamburg GmbH“ in „Stromnetz Hamburg GmbH“ umfirmiert.
Im November 2011 schloss die Freie und Hansestadt Hamburg mit Vattenfall eine Kooperationsvereinbarung über ein „Energiekonzept für Hamburg“ ab, die gemeinsame Ziele für die Energie- und Klimapolitik Hamburgs festschreibt. In dieser Vereinbarung wurden Fragen zum Ausbau und der Weiterentwicklung des Stromnetzes und der Fernwärmeversorgung sowie Maßnahmen zur Steigerung der Energieeffizienz, der Einbindung erneuerbarer Energien und zum Ausbau der Elektromobilität behandelt. 

## Rekommunalisierung ab 2012
Ab Juni 2012 war die Freie und Hansestadt Hamburg mit 25,1 % an der Stromnetz Hamburg GmbH beteiligt.
Am 22. September 2013 fand ein Volksentscheid zur Rekommunalisierung der Energienetze in Hamburg statt. Der Entscheid erzielte mit 50,9 % eine knappe Mehrheit an Ja-Stimmen zugunsten einer Rekommunalisierung der Energieversorgungsnetze in Hamburg.
In der Folge des Volksentscheids erwarb die Freie und Hansestadt Hamburg Anfang 2014 über die HGV Hamburger Gesellschaft für Vermögens- und Beteiligungsmanagement mbH und ihre Tochter Hamburg Energienetze GmbH die von Vattenfall gehaltenen 74,9 % Anteile an der Stromnetz Hamburg GmbH.
Mit dem Vollzug des Kaufvertrags Strom am 7. Februar 2014 ist die Stromnetz Hamburg GmbH wieder vollständig zu 100 % in städtischer Hand. Als kommunales Unternehmen der Freien und Hansestadt Hamburg nimmt die Stromnetz Hamburg GmbH Aufgaben der Daseinsvorsorge wahr und richtet ihr Handeln an den Grundsätzen einer sicheren, wirtschaftlichen, preisgünstigen, verbraucherfreundlichen, effizienten und umweltgerechten leitungsgebundenen Energieversorgung aus (§ 1 Energiewirtschaftsgesetz). Die Planung, Errichtung, der Erwerb, der Betrieb, die gewerbliche Nutzung, die Bereitstellung und der Ausbau von Energieverteilungsanlagen erfolgt unter Berücksichtigung von Nachhaltigkeitsaspekten. Die Stromnetz Hamburg GmbH ist dem Klimaschutz verpflichtet und fördert in besonderem Maße die Integration erneuerbarer Energien in das Hamburger Stromnetz. Sie hat die ökologischen, energie- und umweltpolitischen Ziele des Senats und die sonstigen vom Senat festgelegten öffentlichen Interessen zu beachten.
Grundlage der Tätigkeit der Stromnetz Hamburg GmbH bildet die Konzession zum Betrieb des Stromnetzes in Hamburg, welche seit 1. Januar 1995 in den Händen der HEW bzw. des Nachfolgeunternehmens Stromnetz Hamburg GmbH liegt. Diese wird jeweils von der Stadt Hamburg im Rahmen einer öffentlichen Ausschreibung vergeben. Der mit der HEW geschlossene Konzessionsvertrag endete zum 31. Dezember 2014. Daher hat die Stadt im Dezember 2012 in einer öffentlichen Ausschreibung interessierte Unternehmen aufgerufen, ihr Interesse am Betrieb des Hamburger Verteilungsnetzes bis 15. Januar 2014 zu bekunden. Die Stromnetz Hamburg GmbH hat ihre Interessenbekundung fristgerecht eingereicht und sich auch an allen weiteren Verfahrensschritten des Bewerbungsverfahrens beteiligt. Am 17. Juni 2014 gab die Pressestelle des Senats der Freien und Hansestadt Hamburg bekannt, dass sich alle übrigen Bewerber aus dem Verfahren zurückgezogen haben, sodass die stadteigene Stromnetz Hamburg GmbH als einzige Bewerberin um die Wegerechte verblieben sei und die für die Vergabe zuständige Behörde für Stadtentwicklung und Umwelt nun die Verhandlungen über die Modalitäten des Konzessionsvertrages mit dem stadteigenen Unternehmen aufnehmen würde.
Am 12. November 2014 wurde das Vergabeverfahren zur Stromnetzkonzessionierung beendet. Der Senat stimmte dem Abschluss eines Konzessionsvertrages mit der Stromnetz Hamburg GmbH zu. Somit blieb die Stromverteilung in städtischer Hand. Der Vertrag wird durch eine Kooperationsvereinbarung flankiert und hat eine Laufzeit von 20 Jahren. Ziel der Kooperationsvereinbarung ist die Umsetzung einer sicheren, preisgünstigen, verbraucherfreundlichen, effizienten und umweltgerechten Energieversorgung in Hamburg. Vorausgegangen ist dieser Entscheidung ein wettbewerbliches Verfahren nach dem Energiewirtschaftsgesetz (EnWG), welches von der Behörde für Stadtentwicklung und Umwelt durchgeführt wurde. Mit der Kooperationsvereinbarung wird die wichtige Aufgabe der Daseinsvorsorge von beiden Seiten der Partner berücksichtigt. Die Vereinbarung ist das Fundament für die energiepolitische Zusammenarbeit zwischen der Stadt und der Stromnetz Hamburg GmbH. Einige maßgebliche Punkte der energiepolitischen Maßnahmen sind hier zu nennen:
- Ausbau und Modernisierung der Netze
- Ausbau und Erneuerung der Netzanlagen
- Ausbau von Wind-Netzknotenpunkten in der Nähe von Windanlagen
- Förderung der Integration von Einspeisungen aus erneuerbaren Energien und Kraft-Wärme-Kopplung-Anlagen.

Mit dem Konzessionsvertrag räumt die Stadt der Stromnetz Hamburg GmbH das Recht ein, gegen Zahlung einer Konzessionsabgabe die Hamburger Straßen und Wege bzw. deren Untergrund für den Betrieb des Stromnetzes zu nutzen. Die Gemeinden müssen beim Abschluss derartiger Verträge darauf achten, wie der Konzessionsnehmer das Stromnetz betreibt. Der Netzbetreiber verpflichtet sich, das Verteilungsnetz nach den Vorgaben des Energiewirtschaftsgesetzes zu betreiben und nach den jeweiligen Bedürfnissen zu erhalten, zu erneuern und auszubauen.
Seit September 2024 sind die Stromnetz Hamburg und Gasnetz Hamburg zum städtischen Netzbetreiber Hamburger Energienetze GmbH fusioniert. Die Hamburger Energienetze GmbH ist an den Hauptstandorten Bramfeld und Tiefstack angesiedelt.

## Auftrag
Die Stromnetz Hamburg GmbH betreibt das Hamburger Verteilungsnetz und ist dabei verantwortlich für Netzbetrieb, Erhalt und den Ausbau des Netzes, Netzanschluss, die Abwicklung der Netznutzung sowie für die Bereitstellung und Ablesung von Zählern.
Zum Stromverteilungsnetz in Hamburg gehören über 29.000 km Stromleitungen in den Netzebenen Hochspannung (110 kV) und Mittelspannung (10 kV) sowie das Niederspannungsnetz mit 400 V. Die Stromleitungen verbinden das Übertragungsnetz der 50Hertz Transmission GmbH, die Heizkraftwerke und Einspeiser im Hamburger Stadtgebiet mit den Kunden.
In den Umspannwerken wird der Strom von der Hochspannung auf die Mittelspannung umgewandelt und gelangt über die Transformatorenstationen sowie Kabelverteilerschränke in das Stromnetz der niedrigsten Spannungsebene beziehungsweise in die Häuser. Netzanschlusskunden erhalten ihrem Bedarf entsprechend einen Stromanschluss in der Hoch-, Mittel- oder Niederspannung und können darüber die benötigte Energie beziehen oder einspeisen.
Gemäß Energiewirtschaftsgesetz ist die Stromnetz Hamburg GmbH bei der Wahrnehmung ihrer Aufgaben dazu verpflichtet, ihr Netz allen Lieferanten und Nutzern transparent und diskriminierungsfrei zur Verfügung zu stellen. Dies wird durch die unter anderem für die Energieregulierung zuständige Bundesnetzagentur (BNetzA) überwacht.
Seit Ende 2014 ist die Stromnetz Hamburg GmbH mit der zentralen Koordinierung der öffentlichen Ladeeinrichtungen in Hamburg und der Umsetzung des Masterplans zum Ausbau der öffentlich zugänglichen Ladeinfrastruktur betraut.

## Netzdaten
Sämtliche Angaben sind Circa-Werte und beziehen sich auf das Jahr 2022.
| Stromkreislänge (inkl. Hausanschlussleitungen)   |           |
| Kabel (unterirdisch) in km                       | 28.764    |
| Freileitungen in km                              | 1.242     |
| Anzahl Stromzähler                               | 1.189.272 |
| Durchleitungsmenge insgesamt in TWh              | 10,4      |
| Eingebundene Hoch- und Mittelspannungsanlagen    |           |
| Anzahl der Umspannwerke                          | 55        |
| Kunden- und Netzstationen                        | 7.817     |
| Geografische Daten                               |           |
| Einwohnerzahl im Netzgebiet in Mio.              | 1,8       |
| Geografische Fläche des Netzgebietes in km²      | 1.039     |
| Versorgte Fläche Hoch- und Mittelspannung in km² | k. A.     |
| Versorgte Fläche Niederspannung in km²           | k. A.     |
| Anzahl der in Hamburg tätigen Stromlieferanten   |           |
| Hamburg gesamt                                   | 555       |

## Steuerung und Überwachung
Gesteuert und überwacht wird das Hamburger Stromnetz von der Netzführung der Stromnetz Hamburg GmbH, die rund um die Uhr besetzt ist. Dort wird das Verteilungsnetz Hamburgs von den Übergabepunkten des Übertragungsnetzes der Höchstspannung bis zum Übergabepunkt bei den Kunden überwacht. Die Informationen aus allen Umspannwerken im Hamburger Stadtgebiet und weiterer Netzanlagen des Verteilungsnetzes laufen hier zentral zusammen. Störungen werden automatisch erfasst und ihre Behebung zentral von den Mitarbeitern koordiniert. Für den Fall eines großflächigen oder langanhaltenden Stromausfalls besteht ein Krisenmanagement-Konzept. Mögliche Krisenszenarien werden deshalb regelmäßig in Krisenstabsübungen durchgespielt.
In Hamburg sind 95 Prozent der Stromkabel unterirdisch verlegt. So sind sie vor äußeren Einflüssen wie zum Beispiel Unwettern und direkten Blitzeinschlägen geschützt, können jedoch im Gegenzug bei Tiefbauarbeiten beschädigt werden. Das Stromnetz wird gemäß dem allgemeinen Standard nach dem n-1-Prinzip betrieben, welches sicherstellt, dass für den Fall einer Störung für alle wichtigen Betriebsmittel eine Reserve bereitsteht.